# Krupínské paseky
Krupínské paseky je malá vesnice, část obce Miřetice v okrese Chrudim. Nachází se asi 0,5 km Jihovýchodně od Krupína. V roce 2015 zde bylo 23 domů.

## Galerie

Krupínské paseky
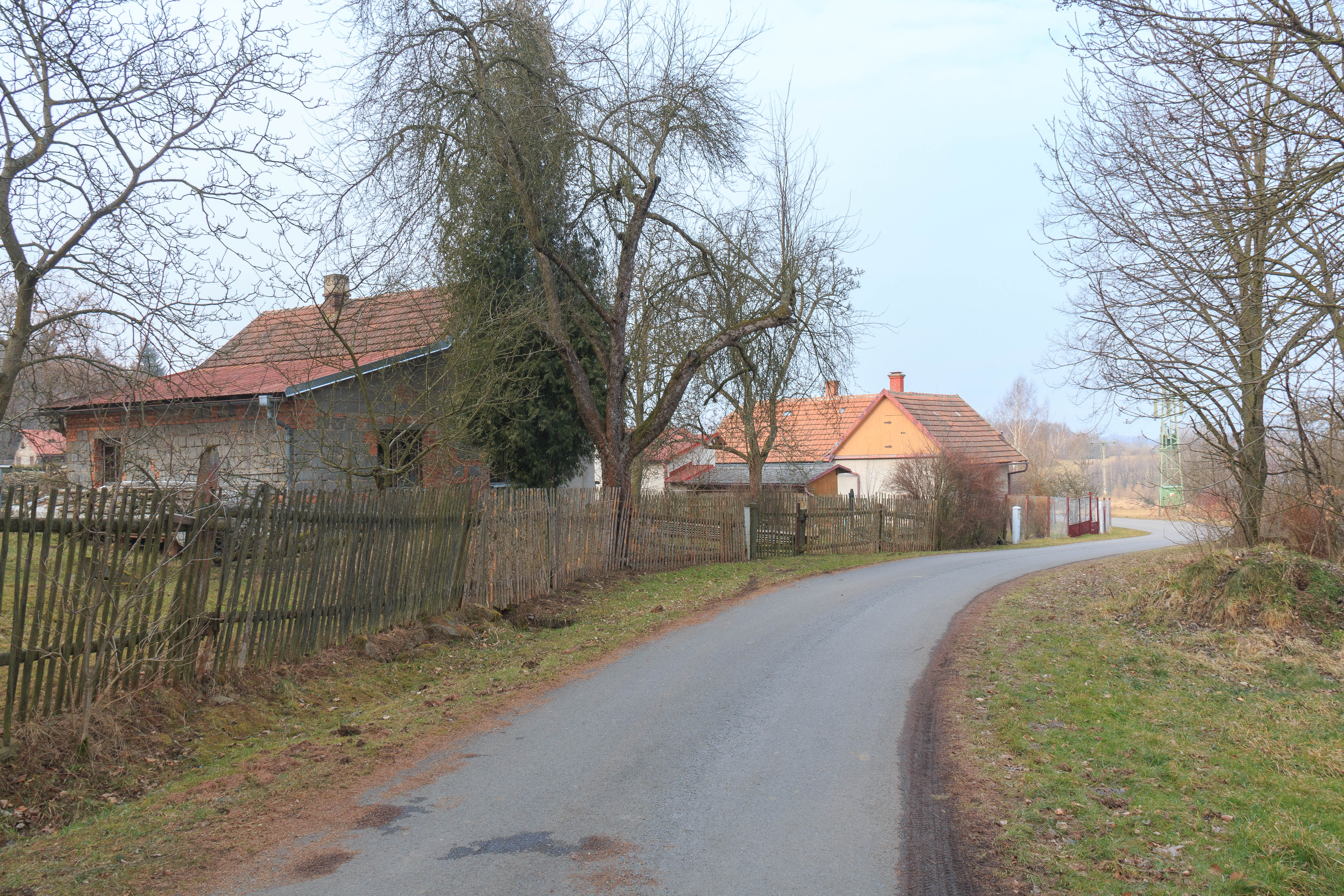
Stavení č.p. 35
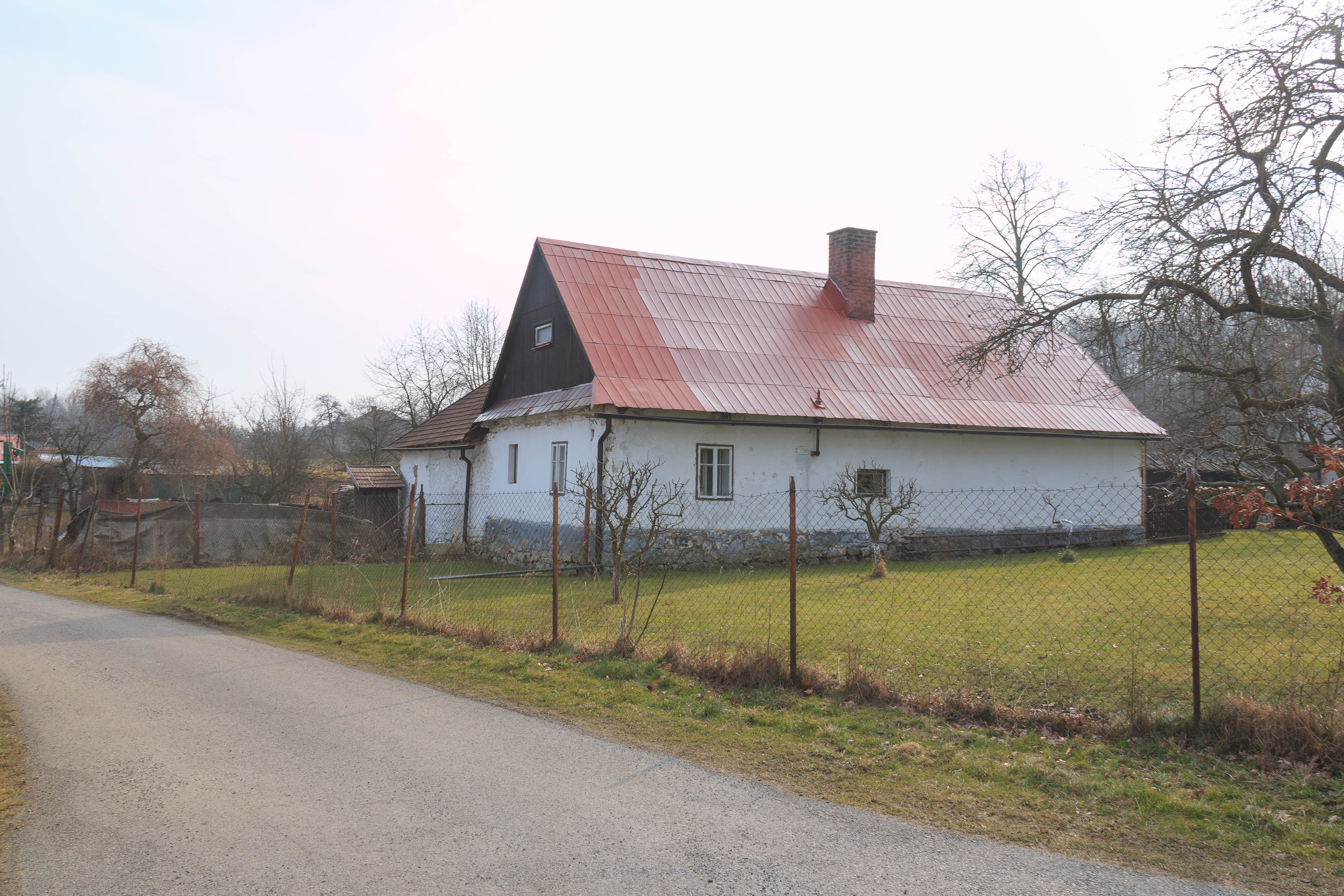
Stavení č.p. 21
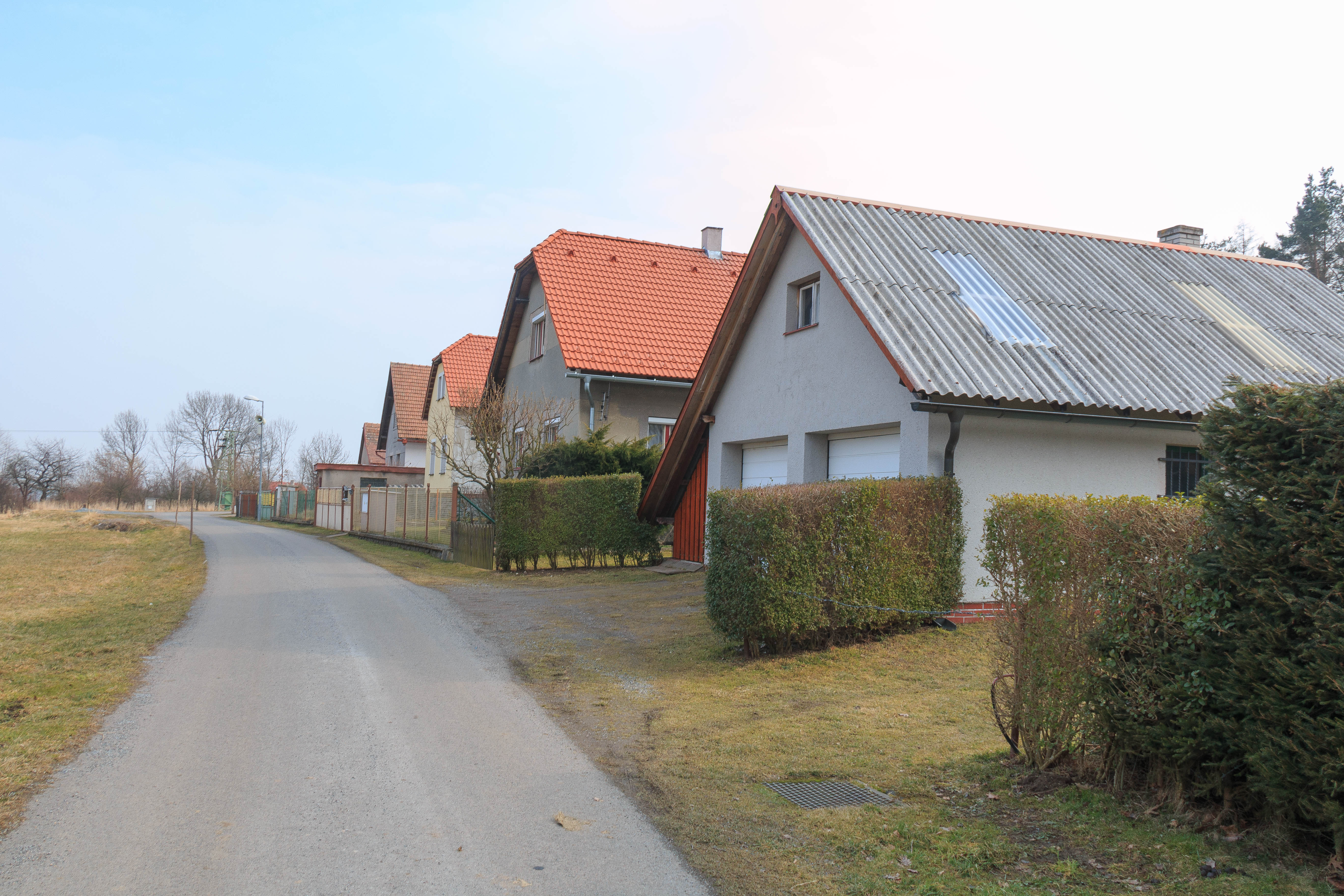
Stavení č.p. 38